# Сагатова, Асель Ермековна
Асель Ермековна Сагатова (каз. Әсел Ермекқызы Сағатова; 5 мая 1985, Семипалатинск, Казахская ССР, СССР) — казахстанская актриса.

## Биография
Асель Сагатова родилась 5 мая 1985 года в Семипалатинске. Происходит из рода Аргын.
С возраста девяти лет живёт в городе Алма-Ате.
В Алма-Ате окончила школу с хореографическим уклоном на русском языке. По собственному признанию, во время учёбы в школе любимым предметом была математика.
Хотела стать телеведущей, и мать повела её на курсы новостных дикторов. Но по возрасту она не подходила, и ей посоветовали перейти в группу для фотомоделей. В итоге девушку взяли работать в модельное агентство. Работала моделью с 14 лет. В 9-м классе Сагатова уже снималась в рекламных роликах, работала в Гонконге и Таиланде. Участвовала в конкурсах «Мисс фотомодель».
После окончания школы поступила в Казахский национальный университет имени аль-Фараби на бесплатное обучение (по государственному гранту). Окончила факультет международных отношений с красным дипломом Во время учёбы в магистратуре стала работать ведущей музыкальной программы на казахстанском телеканале, чуть позже в прямом эфире вела программу «Золотая подкова», параллельно занималась организацией концертов в продюсерском центре. Свою первую роль сыграла в клипе группы «Уркер» «Я знаю, ты есть…». Она также снялась в клипе на песню «Жұлдызым» группы «Нұрлан мен Мұрат», который продюсировал Бахит Килибаев, с другой ныне известной актрисой Бибигуль Актан Суюншалиной. С отличием окончила магистратуру по специальности международные отношения,магистр регионоведения.
Также работала менеджером АО «РТРК „Казахстан“». Вела воскресный прайм-тайм программы «Народная лотерея». Свою кинокарьеру начала с роли в фильме «Плач матери о манкурте», который был снят по одноимённой книге Чингиза Айтматова в Киргизии, на родине писателя. Во время съёмок этого фильма рядом с Асель постоянно находилась её мама.
В 2007 году снялась в фильме «Рэкетир» (режиссёр Акан Сатаев) в роли жены главного героя Саяна.
На роль главной героини фильма «Ирония любви» кастинг приходили около тридцати девушек. 19 июня 2009 года принимала участие в открытии ММКФ с российским актёром Алексеем Чадовым Фильм «Ирония любви» был снят режиссёрами Ержаном Рустембековым и Александром Черняевым на киностудии «Казахфильм» совместно с российской компанией «Интерфест» и вышел на экраны в марте 2010 года. Фильм принял участие в кинофестивале в Варне.
25 февраля 2010 года Асель приняла участие в съёмках клипа на песню группы Princessa Avenue «История любви», ставшую саундтреком к одноимённому фильму. Съёмки проходили на последнем этаже «Башни Федераций» в Москве. Режиссёром клипа выступил Федор Бондарчук.
После ролей в фильмах «Рэкетир» и «Ирония любви», киностудия «Казахфильм» направила актрису на актёрские курсы при Нью-Йоркской академия киноискусства (англ. New York Film Academy) в Лос-Анджелесе.
В 2011 году Сагатова приняла участие в пресс-конференция по случаю открытия декады казахского кино в Астане.
В том же году актриса сыграла роль подруги главного героя Тимура в боевике казахстанского режиссёра и сценариста Марины Кунаровой «Обратная сторона-2: Охота за призраком». Съёмки этого фильма проходили в Алматы, Астане, Камбодже и Таиланде.
В 2012 году Сагатова участвовала в программе «Звёздные танцы», на «Седьмом канале», где её партнером по сцене был Али Хасан.
14 апреля 2012 года приняла участье в IV благотворительным бале в Алма-Ате В конце 2012 года совместно с Ануаром Нурпеисовым озвучила на русском языке аудиоверсию произведения Абая Кунанбаева «Книга слов» (также известной как «Слова назидания»). Мобильное приложение «Слова назидания» по книге Абая вышло на 3-е место по скачиванию в казахстанском секторе Интернета.
В декабре 2012 года стала соведущей мистического реалити-шоу «Они» на телеканале НТК.
В начале 2013 года в Алма-Ате была открыта модельная школа имени Асель Сагатовой 2012—2013 годах была ведущей шоу-программы «Добрый вечер, Казахстан» на Первом канале «Евразия» Приняла участие в телешоу «Две звезды» 5 мая 2013 года в честь дня рождения актрисы ученики модельной школы Асель Сагатовой устроили флешмоб. Около 20 мальчиков и девочек станцевали популярный танец Gangnam Style в масках с изображением Асель. Поздравить коллегу также пришли актёр Фархат Абдраимов и певец Али Окапов.
С 31 мая по 2 июня 2013 года в Алма-Ате прошёл фестиваль дизайна Almaty Design Charity Festival, на котором актриса выставила на продажу авторские куклы, изготовленные в Академии декоративного искусства В том же 2013 году также документальный фильм казахстанского режиссёра Акана Сатаева «Назарбаев. Live», в который вошло эксклюзивное интервью президента с участием Асель Сагатовой и журналиста Ярослава Красиенко в качестве ведущих.
В сентябре 2014 года актриса участвовала в открытии кинофестиваля «Евразия» В том же 2014 году провела фестиваль «Алма-Ата — моя первая любовь» в паре Алексеем Шахматовым. В декабре 2014 года появилась на обложке декабрьского номера журнала MINI в платье из новогодней коллекции Kira Plastinina.
22 мая 2015 года актриса приняла участие в четвёртом ежегодном детском Бале Цветов, который проходил в ресторане VILLA Boutiques & Restaurants. В рамках Бала Цветов впервые прошлла благотворительная акция «Здоровый ребёнок» На острове Хайнань в КНР прошли съемки популярного спортивного телешоу «Намыс дода», поддержать участников выезжали звезды казахстанской эстрады, в том числе и Асель. Летом 2015 года снялась в рекламе детских подгузников Huggies.
В сентябре 2015 года участвовала в открытии XI международного фестиваля «Евразия». В ноябре 2015 года была среди членов жюри конкурса красоты «Мисс Казахстан-2015». В том же 2015 году выступила в роли ведущей премии «МУЗ-ТВ: Гравитация» на сцене Astana Arena в Астане.
На протяжении долгого времени сотрудничает с известным молодым российским модельером Кирой Пластининой, с которой познакомилась на благотворительном балу в 2009 году. В 2015 году снялась вместе с сыном в криминальной драме «Рэкетир-2: Возмездие». Полугодовалый Алдияр сыграл одного из трёх детей главных героев. В декабре 2015 года была одной из ведущих традиционного новогоднего бала акима в Астане. В 28 февраля 2015 года в Алмате в ресторане «Палладиум» прошла первая церемония награждения номинантов премии ELLE International Beauty Awards. Ведущими вечера были Асель Сагатова и Кирилл Мейстер.
Имеет аккаунты в социальных сетях Twitter и Instagram. Асель входит в число самых популярных казахстанских знаменитостей в Instagram: её официальная страничка asselsagatova имеет около 578 тысячи подписчиков. В 2021 году с дочкой Айрис в показе капсульной коллекции fashion коллаборации Zardozi & Mukhins.                                                              2023 году снялась в рекламе бренда Borjomi 2023 году снялась в клипе певца Мираса Жугунусова  — Саяхат OSTк фильму «Бәрі өз қолыңда!»                                                                2025 году стала амбассадором Банка ЦентрКредит

## Личная жизнь
В 2010 году Асель Сагатова вышла замуж за Радия Мухамеджанова.
29 мая 2014 года стало известно, что она родила в ОАЭ своего первого ребёнка, сына Алдияра.
31 июля 2017 года через официальный аккаунт в инстаграме актриса сообщила, что в марте родила дочь. Дочь — Айрис (род.28.03.2017).
Есть родной брат Азамат (25.06.1982 года рождения), специалист в банковской сфере,
Мать — Амангуль Рамазановна (род.17.06.1957).

## Награды
- Победительница конкурса «Мисс 31 канал» 2000 года.
- Заняла 3-е место в рейтинге самых красивых казашек по версии top-antropos.com[52].
- Лауреат в номинации «Открытие года» фестиваля «Астана-2010» Тимура Бекмамбетова[53].
- Лауреат Премии Фонда Первого Президента Республики Казахстан (Премия Лауреат в номинации «Кинематография») (2011)[53]
- 2013 год — премия «Актриса года»[54].
- 2013 год — американская компания AVON впервые выбрала актрису как представительницу своей косметики в Казахстане[55]. Новинка появились в марте. Косметическая линия, которую представила актриса, характерна для активных, ярких, молодых девушек[56].
- 2014 год — премия «Актриса года» «За вклад в развитие киноиндустрии Казахстана» по версии Cosmopolitan Fun Fearless Female[54].
- 2010—2012 годах[18] лицо бренда провайдера высокоскоростного интернета iD Net — услуги «Казахтелеком»[57][58].
- Асель неоднократно входила в число самых красивых актрис[4].
- 2012 год — включена в пятёрку самых востребованных актрис кино Казахстана.
- На премии «Народный любимец-2012» «Звёздными любимчиками» были названы Фархад Абдраимов и Асель.

## Фильмография
- 2002 — Плач матери о манкурте[53] — Аспет, девушка главного героя
- 2005[8] — Час волка (фильм)(Казахстан) —
- 2006 — Махамбет (Красная полынь)[59] — Баян[60]
- 2007 — Рэкетир (художественный фильм)(Казахстан) — Асель
- 2009 — Прыжок Афалины  (фильм)(Казахстан) — Шолпан
- 2010 — Ирония любви (Соблазнить неудачника)[61] (Россия-Казахстан) — Асель
- 2012 — Студент[62][63] (фильм)(Казахстан) — эпизодическая роль[37]
- 2012 — Подружки (сериал)(Казахстан) — Мадина
- 2013 — Бауыржан Момышулы/Бауыржан Момышұлы (мини-сериал) — Жамал— жена Бауыржана Момышулы[64]
- 2013 — Ход Конём (фильм)(Армения) — Айгерим[65]
- 2014 — Охота за призраком (фантастика, боевик, криминал)(Казахстан) — Айгерим[66]
- 2015 — Рэкетир-2: Возмездие — Асель[67]
- 2016 — Мотылек (короткометражный фильм)(Казахстан)[68] —
- 2016 — Районы (фильм)(Казахстан) — Луиза[69]
- 2020 — My Love Is Aisulu (фильм)(Казахстан) — Айсулу
- 2021 — «Salem men Nurlan Koyanbayev» (веб-сериал)(Казахстан) — в ролей самой себя[70]
- 2021[71]— «Тридцать» (фильм-новелла из 9-ти частей[71]) — мама Армана[71](из серии Трубач[71])
- 2021 — Буллинг (короткометражный фильм)(Казахстан) — Алия[72][73]
- 2022 — Королева двора (сериал)(Казахстан) — тётя Гуля[74]
- 2022 — Бишарашки (фильм-комедия)(Казахстан) — Мольдир[75][76]
- 2023 — Такия: что в её голове? (фильм-комедия) — Альбина[77]
- 2023 — Аяз аға (фильм-комедия-фантастика)(Казахстан)[78] — Алина[79]
- 2023 — Келинжан 5 (сериал) — Жаннат Сабитовна[80]
- 2023 — Научи меня жить (фильм)(Казахстан) — Жанна[81]
- 2023 — Бишарашки 2 (фильм-комедия)(Казахстан) — Мольдир[82]
- 2024 — Бишарашки в Таиланде —  (фильм-комедия)(Казахстан) — Мольдир[83]
- 2024 — Всё в твоих руках (фильм)(Казахстан) — Асель Ахметова
- 2024 — ПрАкурор (мини-веб-сериал)(фильм)(Казахстан) — Алия[84]
- 2025 — Рэкетир. Новые времена (фильм)(Казахстан) — Асель[85]
- 2025 — Горное солнце (мини–сериал)(Россия)  — Фариза[86]
- 2025 — Келинжан 6 (сериал)(Казахстан) — Жаннат Сабитовна[87]

## Интересные факты
1. В 2024-м в день рождения Асель был проведен благотворительный обед, на котором вместе с гостями было собрано 1 млн 660 тыс. тенге. Деньги перевели в фонд помощи пострадавшим от паводков в Казахстане.
2. В марте 2024-го Сагатова выложила видео, запечатлевшее, как она зачитывает послания подписчиков, а в это время начинается землетрясение. Фолловеров поразили выдержка и спокойствие актрисы, которая восприняла происходящее почти без паники.
3. Любимая актриса — Элизабет Тейлор[88]